# El desfile o Caballos ante las gradas
El desfile o Caballos ante las gradas es un cuadro del pintor francés Edgar Degas. Está realizado en óleo sobre lienzo. Mide 46 cm de alto y 61 cm de ancho. Fue pintado entre 1866 y 1868. Actualmente, se encuentra en el Museo de Orsay, de París, Francia.

## Tema
Es uno de los primeros lienzos de Edgar Degas dedicados al tema ecuestre. Aquí Degas da gran importancia tanto a la luz como al movimiento instantáneo capturado en el dibujo, tal como lo expresa el caballo que apuntala la línea de fuga de la composición. Esto tendrá para el pintor mayor importancia que los rostros de los jokers o los detalles del público. El tema se justifica por la importancia que los hipódromos habían adquirido por aquellos años.
El tema de las carreras es recurrente en la obra de Degas, que se inspira en la vida cotidiana de sus contemporáneos. Ello le permite tratar el tema tradicional del jinete transponiéndolo a un marco moderno. En efecto, en la segunda mitad del siglo XIX, los hipódromos se convierten en un lugar de vida social muy a la moda. Los burgueses parisienses como Degas comparten allí esta pasión de ocio de origen británico y aristocrático. Degas se siente atraído por las posibilidades que ofrece el tema de estudiar las formas y el movimiento. También está influenciado por diversos artistas ingleses especializados en la pintura de carreras que tienen gran éxito en ese entonces, por las representaciones ecuestres de los maestros antiguos (Uccello, Gozzoli, Van Dyck) o por artistas más contemporáneos como Vernet, Géricault y Meissonier.

## Composición
En esta pintura, Degas presenta una escena vibrante y llena de energía, donde dos caballos compiten en primer plano, en auge, mientras que el trasfondo muestra la presencia de los espectadores en las gradas. La composición se estructura en capas: la acción principal se desarrolla en el primer plano, y las figuras de los jinetes y los caballos emergen con un sentido de inmediatez, enfatizando el movimiento y la excitación de la carrera. Las patas de los caballos están capturadas en un momento preciso, sugiriendo velocidad y fuerza, mientras que las colas y los faldones de los jinetes ondean, aumentando la sensación de dinamismo.

## Estilo
Este mundo tendrá en Degas a su mejor "fotógrafo". Sin embargo, aunque parezca que el artista está presente en la escena, captando un momento determinado de la carrera, no es así; Degas compone sus obras en el estudio, recogiendo las impresiones de diferentes visitas e incluso modelos de otros pintores. Llegará a emplear caballos de madera para inspirarse y apreciar los juegos de luces en su taller, después de iluminarlos de diferente manera. Por eso la composición está perfectamente estudiada, equilibrados las masas de color y los otros elementos. No deja nada al azar, según el propio artista. Degas se interesa especialmente por los colores; contrasta dos colores primarios (amarillo y rojo) con sus respectivos complementarios (verde y morado). Recurre al blanco para resaltar la armonía de la escena, y lo emplea de manera equilibrada: las sombrillas de las damas combinan con las mangas de las camisas de los jinetes, incluso con los estribos de algunos de ellos. El cielo azul y las tonalidades ocres, en una rica escala cromática, completan una escena en la que no falta ningún detalle, hasta las chimeneas para dar el efecto vertical de la composición. Aun así, aunque contemplamos una obra salida de la imaginación del artista, tenemos que descubrirnos ante la frescura y autenticidad de la composición, en el más puro estilo impresionista.